# لوله‌ماهی تمساحی
لوله‌ماهی تمساحی (نام علمی: Syngnathoides biaculeatus) نام یک گونه از تیره سوزن‌ماهیان است.